# Полярний фронт

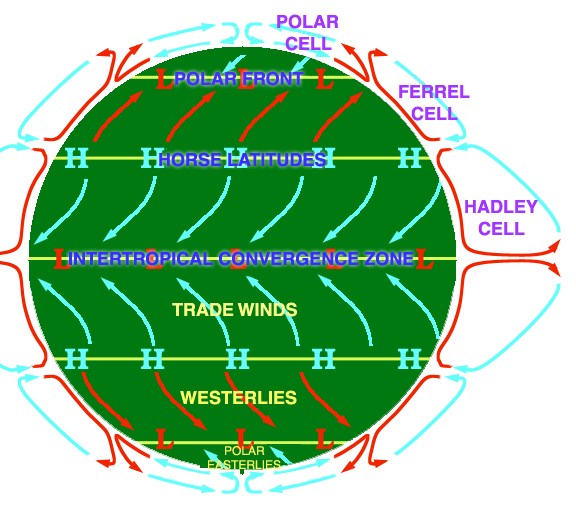
Схема циркуляції атмосфери Землі із вказанням полярного фронту

Поля́рний фронт — межа між коміркою Феррела і полярною коміркою. Це стаціонарний атмосферний фронт, де зустрічаються тропічне та полярне повітря. На цій межі між двома повітряними масами існує різкий градієнт температури, і саме тут виникає переважна більшість позатропічних циклонів. Узимку полярний фронт зсувається ближче до екватору і повертається назад улітку.
| Погода | Це незавершена стаття з метеорології. Ви можете допомогти проєкту, виправивши або дописавши її. |